# American Hi-Fi
American Hi-Fi je americká pop punková hudební skupina, která vznikla v roce 1998 v Bostonu ve státě Massachusetts. Dnes ovšem pochází z Los Angeles v Kalifornii. Skupina sestává ze čtyř členů, jimiž jsou zpěvák Stacy Jones, kytarista Jamie Arentzen, baskytarista Drew Parsons a bubeník Brian Nolan. Dnešní zpěvák kapely byl dříve bubeníkem v kapelách Veruca Salt a Letters for Cleo. Tři čtvrtiny kapely hrají i v kapele zpěvačky Miley Cyrus.
Skupina je nejznámější pro svůj hit z debutového alba American Hi-Fi s názvem „Flavor of the Weak“ z roku 2001. Další známý singl s názvem „The Geeks Get the Girls“ vydala kapela v roce 2005 na albu Hearts on Parade. Dalšími alby kapely jsou album Fight the Frequency (2010) a Blood & Lemonade (2014).

## Diskografie

### Studiová alba
- American Hi-Fi (2001)
- The Art of Losing (2003)
- Hearts on Parade (2005)
- Fight the Frequency (2010)
- Blood & Lemonade (2014)

### Koncertní alba
- Rock N' Roll Noodle Shop: Live From Tokyo (2002)
- Live in Milwaukee (2005)